# قائمة حروب تونس
فيما يلي قائمة الحروب التي شاركت فيها الجمهورية التونسية والدول السابقة لها.

## القائمة
| السنة       | النزاع/الحرب                | الطرف الأول                                                                                           | الطرف الثاني | النتيجة |
| ----------- | --------------------------- | --- | --- | --- |
| 533 - 534   | الحرب الوندالية             | المملكة الوندالية                                                                                     | الإمبراطورية البيزنطية | خسارة تدمير المملكة الوندالية، والاستيلاء عليها من قبل البيزنطيين، وتأسيس ولاية إمبراطورية أفريقيا. |
| 1087        | حملة المهدية                | الإمارة الزيرية                                                                                       | جمهورية بيزا جمهورية جنوة دوقية أمالفي الدولة البابوية | خسارة الإيطاليون يحتلون مدينة المهدية مؤقتا، وينسحبون لاحقا. |
| 1270        | حملة صليبية ثامنة           | الإمارة الحفصية                                                                                       | مملكة فرنسا | تساوي انسحاب القوات الصليبية، تجارة حرة مع تونس، وحرية التنقل في الجهتين. |
| 1326-1329   | حصار بجاية                  | الإمارة الحفصية                                                                                       | مملكة تلمسان | انتصار رفع الحصار عن بجاية |
| 1329        | غزو تونس                    | الإمارة الحفصية                                                                                       | مملكة تلمسان | خسارة الدولة الحفصية تدخل في تبعية بنو زيان حتى 1330 |
| 1390        | الحملة الصليبية على المهدية | الإمارة الحفصية مملكة تلمسان إمارة بجاية                                                              | مملكة فرنسا جمهورية جنوة | انتصار انسحاب الصليبيين |
| 1399        | الحملة الصليبية على بونا    | الإمارة الحفصية                                                                                       | تاج أرغون | انتصار تراجع الجيوش الأراغونية, معاهدة السلام مع تاج أرغون |
| 1429        | حصار مالطا                  | الإمارة الحفصية                                                                                       | مملكة صقلية | انسحاب نهب المدن المالطية |
| 1510        | سقوط بجاية                  | إمارة بجاية                                                                                           | الإمبراطورية الإسبانية | انتصار انسحاب الصليبيين |
| 1534        | فتح تونس                    | الإمارة الحفصية                                                                                       | الدولة العثمانية | خسارة تونس تقع تحت الحكم العثماني |
| 1535        | غزو تونس                    | الدولة العثمانية                                                                                      | إمبراطورية هابسبورغ لكارلوس الخامس إسبانيا هابسبورغ الإمبراطورية الرومانية المقدسة مملكة نابولي مملكة صقلية مقاطعة فلانديرز جمهورية جنوة مملكة البرتغال الدولة البابوية فرسان مالطة الإمارة الحفصية | خسارة مدينة تونس تصبح تحت الحكم الإسباني. |
| 1574        | فتح تونس                    | الدولة العثمانية                                                                                      | الإمبراطورية الإسبانية الإمارة الحفصية | انتصار العثمانيون يفتحون تونس ويسترجعونها. |
| 1684 - 1699 | الحرب المورية               | الدولة العثمانية · الإيالة التونسية · إيالة مصر · إيالة طرابلس                                        | جمهورية البندقية فرسان الإسبتارية دوقية سافوي | خسارة التنازل عن موريا للبندقية؛ البندقية تكتسب مكاسب في دالماتيا الداخلية |
| 1694        | الحرب التونسية الجزائرية    | الإيالة التونسية                                                                                      | إيالة الجزائر إيالة طرابلس الغرب | خسارة هزيمة المراديين, و احتلال إيالة تونس |
| 1699-1701   | الحرب المغاربية             | إيالة تونس السلطنة الشريفة طرابلس الغرب العثمانية                                                     | إيالة الجزائر | خسارة توقف الطموحات الجزائرية و فشل التوسع المغربي و سقوط السلالة المرادية. |
| 1728 - 1756 | الحرب الأهلية التونسية      | الحزب الباشي                                                                                          | الحزب الحسيني | خسارة انتصر الحزب الباشي في المرحلة الأولى ثم هُزم في المرحلة الثانية. |
| 1735        | الاستيلاء على تونس          | الإيالة التونسية                                                                                      | إيالة الجزائر الحزب الباشي | خسارة تونس تسقط و تدخل في تبعية الجزائر تحت الباي الجديد أبو الحسن علي الأول |
| 1756        | الاستيلاء على تونس          | الإيالة التونسية                                                                                      | إيالة الجزائر | خسارة تونس تسقط و تعترف بسلطة الداي و تصبح تابعة للجزائر تحت حكم محمد الأول الرشيد بايًا لتونس |
| 1784 - 1792 | الحرب التونسية البندقية     | الإيالة التونسية                                                                                      | جمهورية البندقية | انتصار انتصار تونس، ودفع جمهورية البندقية تعويضات ضخمة لتونس. |
| 1794 - 1795 | الحرب التونسية الطرابلسية   | الإيالة التونسية                                                                                      | إيالة طرابلس الغرب | انتصار انتصار تونس. إعادة تنصيب الأسرة القرمانلية على إيالة طرابلس. |
| 1807 - 1813 | الحرب التونسية الجزائرية    | الإيالة التونسية                                                                                      | بايلك قسنطينة | انتصار إنتصار تونس. تحرر تام من وصاية دايات الجزائر، ايقاف توغلات الجزائريين وتثبيت الحدود. |
| 1821 - 1829 | حرب الاستقلال اليونانية     | الدولة العثمانية · الإيالة التونسية · إيالة مصر · إيالة الجزائر · إيالة طرابلس الغرب                  | الثوار اليونانيون الجمهورية اليونانية الأولى الإمبراطورية الروسية فرنسا المملكة المتحدة لبريطانيا العظمى وإيرلندا                                                                                   | خسارة فوز اليونان، وانتصاب الجمهورية اليونانية الأولى. |
| 1854-1856   | حرب القرم                   | الإمبراطورية الفرنسية الثانية الإمبراطورية البريطانية الدولة العثمانية الإيالة التونسية إمامة القوقاز | الإمبراطورية الروسية | إنتصار مؤتمر باريس (1856) |
| 1864-1865   | ثورة علي بن غذاهم           | بايلك تونس                                                                                            | الثوار التونسيون | انتصار تم قمع الثورة على يد البايلك |
| 1881        | احتلال تونس                 | بايلك تونس                                                                                            | فرنسا | خسارة تونس تصبح تحت الحماية الفرنسية. |
| 1942 - 1943 | حملة تونس                   | الإمبراطورية البريطانية الراج البريطاني فرنسا الحرة فوج المناوشين التونسيين الرابع الولايات المتحدة   | ألمانيا النازية ايطاليا الفاشية فرنسا الفيشية | تحرير تونس على يد الحلفاء |
| 1961        | أحداث بنزرت                 | تونس                                                                                                  | فرنسا | تساوي انتصار عسكري فرنسي، في المقابل، انتصار سياسي تونسي (جلاء القوات الفرنسية عن مدينة بنزرت). |
| 1973        | حرب أكتوبر                  | مصر · سوريا · العراق · الأردن · الجزائر · كوبا · المغرب · تونس · السعودية · الكويت · ليبيا · السودان  | إسرائيل | انتصار عربي، أدّى إلى هُدنة في ظل وجود أراض عربية محتلة، علما بأن كلا الطرفين ادعيا النصر نجحت مصر في تدمير خط بارليف واستعادة أجزاء من شبه جزيرة سيناء. استعادت سوريا مدينة القنيطرة ودمرت خط آلون. توقّف الهجوم العربي على إسرائيل، بموجب وقف إطلاق النار برعاية الأمم المتحدة. اتفاقية فك الاشتباك الأولى ثم اتفاقية فك الاشتباك الثانية على الجبهة المصرية. مؤتمر جنيف (1973) واتفاق سيناء المؤقت. اتفاقية فك الاشتباك بين سوريا وإسرائيل على الجبهة السورية. استكمال تحرير سيناء بموجب معاهدة السلام المصرية الإسرائيلية. |
| 1980        | أحداث قفصة                  | تونس                                                                                                  | القوميون العرب الجماهيرية العربية الليبية | انتصار انتصار حكومي تونسي. |
| 2011        | معركة الذهيبة               | تونس · القوات المناهضة للقذافي                                                                        | ليبيا | انتصار قوات المتمردين تسيطر على وازين في 21 أبريل و في 28 أبريل القوات الليبية تستعيد معبر الحدود, عودة سيطرة المتمردين بحلول 4 مايو على وازين بشكل هش، و استمر القتال بعد اشتباكات بين الجيش الليبي والجيش التونسي, ثم قصفت القوات الليبية المعبر من حين لآخر لعدة أشهر بعد ذلك. |
| 2012-2015   | أحداث جبل الشعانبي          | تونس                                                                                                  | أنصار الشريعة القاعدة في بلاد المغرب الإسلامي لواء عقبة بن نافع | انتصار الحرس الوطني التونسي يقضي على قادة كتيبة عقبة بن نافع في 28 مارس 2015 ويواصل القضاء على المزيد بعد ذلك, كما تم إعلان بعض المناطق الجبلية مناطق عسكرية مغلقة تتطلب إذنًا مسبقًا لدخول الكيانات غير العسكرية. |
| 2015-2022   | تمرد داعش في تونس           | تونس                                                                                                  | داعش | انتصار هزمت القوات التونسية داعش في معركة بن قردان عام 2016 ثم قضى الحرس الوطني التونسي على قادة داعش في 19 مارس 2019. |

## مقالات ذات صلة
- حروب بونيقية
- عملية الساق الخشبية